# Luiz Henrique Augustin Schlocobier
Luiz Henrique Augustin Schlocobier, meglio noto come Luizinho (Mafra, 3 maggio 1999), è un calciatore brasiliano, centrocampista del São Joseense.

## Caratteristiche tecniche
È un centrocampista offensivo.

## Carriera
Cresciuto nel settore giovanile del Coritiba, ha esordito in prima squadra il 24 marzo 2019 disputando l'incontro del Campionato Paranaense pareggiato 1-1 contro il Rio Branco-PR.